# Luigi Corti
Luigi Corti (Gambarana, 1823. október 24. – Róma, 1888. február 19.) gróf, olasz államférfi.

## Élete
Már 1846-ban Torinóban külügyi szolgálatba lépett, 1850-ben mint követ és titkár Londonba és 1864-ben mint miniszterrezidens Stockholmba ment. Azután követ volt Madridban (1867), Hágában (1869), Washingtonban (1870), Konstantinápolyban (1875 és 1880-85), végül Lonbanban (1886-87), közben pedig külügyminiszter (1878 márciustól decemberig) a Cairoli-kormányban. Ezen kívül gyakran bízták meg fontos küldetésekkel: úgy Olaszország képviseletével a berlini kongresszuson (1878), a konstantinápolyi konferencián Montenegró ügyében (1880), Görögország ügyében (1881), Egyiptom ügyében (1882) és Rumélia ügyében (1885).